# Nestor Duarte (político)
Nestor Duarte Guimarães Neto (Salvador, 14 de novembro de 1956) é um advogado e político brasileiro.

## Biografia
Formado em Direito pela Universidade Federal da Bahia, foi deputado estadual da Assembleia Legislativa da Bahia entre 1983 a 1987 e deputado federal pela Bahia por três mandatos seguidos entre 1987 e 1999. Pertenceu ao MDB, PMDB, PSDB, e atualmente ao PDT.
Nas eleições estaduais na Bahia em 2010, tornou-se primeiro suplente da senadora eleita Lídice da Mata.